# Воронец, Ольга Борисовна
О́льга Бори́совна Вороне́ц (12 февраля 1926, Смоленск — 2 августа 2014, Москва) — советская и российская певица в жанре народной и эстрадной музыки; народная артистка РСФСР (1978).

## Биография
Родилась в музыкальной семье: мать — пианистка, отец — профессиональный певец, бабушка происходила из обедневших смоленских дворян. Ольга воспитывалась бабушкой и мамой в дворянских традициях. С детства ей прививали хорошие манеры и любовь к чтению.
Родители Ольги развелись, когда ей было три года, но с отцом она дружила всю жизнь. Пела с детства, хотела стать драматической артисткой.
В 1943 году окончила школу и поступила во ВГИК, в мастерскую Василия Ванина. Затем перешла в Оперную студию в Сокольниках на эстрадное отделение.
В 1947 году — первые выступления на сцене Центрального клуба милиции, затем в вокальной группе Оркестра народных инструментов Московской областной филармонии. В 1956—2006 годах — солистка Москонцерта. Характерная внешность, богатое обертонами грудное меццо-сопрано, голос широкого диапазона от нежного пианиссимо до сильного форте способствовали успеху. В те годы она исполняла лёгкие эстрадные песни советских композиторов и была далека от народного творчества. На одном из концертов она познакомилась с трио баянистов (А. Кузнецов, Я. Попков, А. Данилов), и тем удалось уговорить её попробовать свои силы в русской народной песне. В 1956 году на Международном фольклорном фестивале во Франции русская народная песня «Калинка» в исполнении Воронец пользовалась таким успехом, что певицу прозвали Ольга-Калинка.
В начале 1960-х песня Григория Пономаренко на стихи Виктора Бокова «Белый снег», а с 1973 года песня этих же авторов «Ой, завьюжило, запорошило…» в исполнении Воронец обрели известность, частыми стали выступления певицы на телевидении и радио. В 1971 году в финале фестиваля «Песня года» Воронец исполнила песни «Зачем вы, девочки, красивых любите» («Ромашки спрятались», из фильма «Моя улица», авторы — Евгений Птичкин и Игорь Шаферан) и «А где мне взять такую песню» (Григория Пономаренко на стихи Маргариты Агашиной), которые стали хитами и её визитными карточками. В финал Фестиваля 1973 года вышли три её песни: «Расцветай, земля весенняя», «Взрослые дочери» и наиболее популярная «Гляжу в озера синие» (из телефильма «Тени исчезают в полдень»). В 1975 году — «Сладка ягода», из кинофильма «Любовь земная», в 1976 году — «Деревенька моя» (на стихи поэта В. Р. Гундарева), в 1977 году — «Тихие города», из телефильма «Опровержение», в 1978 году — «Пришла любовь» и «Посвящение». Эти годы стали наиболее успешными в её карьере. Композиторы Григорий Пономаренко, Оскар Фельцман, Евгений Птичкин, Вано Мурадели, Серафим Туликов, Юрий Саульский, Вера Городовская и другие писали песни специально для неё.
Ольга Воронец активно работала с Государственным русским народным оркестром имени Осипова. Гастролировала во многих городах СССР (в том числе шесть раз певица была на БАМе, дважды — на Камчатке), за рубежом: во всех социалистических странах, в Японии, США, Дании, Голландии, а также на острове Маврикий.
12 февраля 2001 года президент РФ Владимир Путин поздравил певицу, народную артистку РСФСР Ольгу Воронец с 75-летием. В телеграмме, в частности, отмечалось: «Вас помнят и любят миллионы ценителей народной и эстрадной песни. Их покорили Ваш редкий по красоте и диапазону голос, яркая, самобытная манера исполнения, верность богатейшим певческим традициям России».
В Смоленске О. Б. Воронец многие годы являлась председателем жюри фестиваля народной песни «Голоса России». Также она была председателем жюри Фестиваля творчества инвалидов «Вместе мы сможем больше».

### Семья и личная жизнь
О своём первом супруге Воронец рассказывала, что они не были расписаны. Познакомились в Смоленске, затем его забрали на фронт. Она ждала его всю войну. В 1948 году мужа посадили на шесть лет за то, что он был в плену. После освобождения ему не разрешили жить в Москве. «Так мы и расстались.» … «Я из-за него ещё долго считалась неблагонадёжной. До середины 60-х годов мне не давали прописку в Москве!», — вспоминала певица.
Работа поглощала всю жизнь исполнительницы, и поэтому вторым[уточнить] её мужем стал самый близкий к ней человек — баянист Рафаил Бабков. Вместе они прожили 14 лет.
Третьим[уточнить] мужем, с которым они прожили 30 лет, был Владимир Соколов. Его не стало в октябре 2012 года. Они познакомились в ЦИТО, потом он окончил Академию внешней торговли и стал бизнесменом. Своих детей Ольга Борисовна не имела, и самым большим утешением для Ольги Воронец был внук Владимира Соколова — Петя.

### Состояние здоровья и смерть

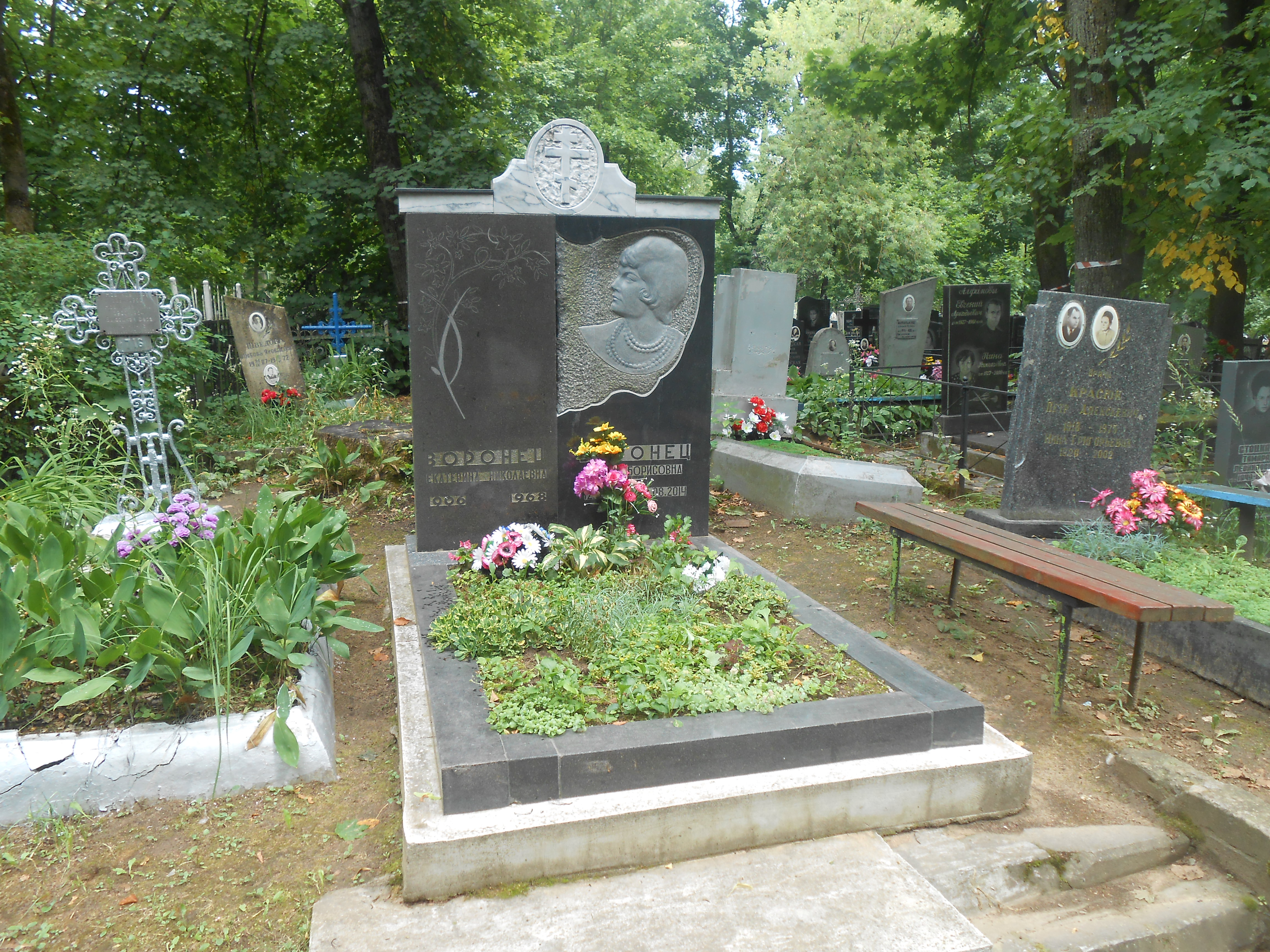
Могила на Тихвинском кладбище в Смоленске.

В 2010 году 84-летнюю Ольгу Борисовну на «скорой» срочно доставили в реанимацию одной из московских клиник. После осмотра врачи диагностировали инсульт.
29 декабря 2012 года в Москве Ольга Воронец упала на улице и сломала шейку бедра. Состояние певицы оценивалось как удовлетворительное, её положили в Боткинскую больницу. Вернуться к обычной жизни она уже не смогла, практически не вставала с кровати.
28 октября 2013 года была госпитализирована в одну из столичных клиник.
Ольга Борисовна Воронец ушла из жизни в 5 часов утра 2 августа 2014 года в Москве после тяжёлой болезни.
Похоронена на Тихвинском кладбище в Смоленске рядом с матерью Екатериной Николаевной.

## Память
Детской школе искусств № 3 Смоленска присвоено имя народной артистки РСФСР О. Б. Воронец.

## Фильмография[13]
Фильмы и концерты
- 1963 — «Голубой огонёк» № 60. К празднику 1 Мая — фильм-концерт, «ЦТ СССР». Исполнение песен «Белые туманы», «Милая роща».
- 1963 — «Голубой огонёк» № 70. Международный — фильм-концерт, «ЦТ СССР». Исполнение песни «Белый снег».
- 1971 — «Песня-71» — музыкальный фестиваль, «ЦТ СССР». Исполнение песен «А где мне взять такую песню» с фрагментом «Голубого огонька» и «Зачем вы, девочки, красивых любите (Ромашки спрятались)» (из кинофильма «Моя улица»)
- 1972 — «Родной голос» — фильм-концерт, ленинградское ТВ. В этой программе Воронец рассказывает о своем творческом пути и поёт песни[14].
- 1973 — «Песня-73» — музыкальный фестиваль, «ЦТ СССР». Исполнение песен «Расцветай, земля весенняя» с народным хором подмосковного совхоза «Белая дача» Александра Прокошина, «Гляжу в озёра синие» (из телефильма «Тени исчезают в полдень»), «Взрослые дочери».
- 1975 — «Песня-75» — музыкальный фестиваль, «ЦТ СССР». Исполнение песни «Сладка ягода» (из кинофильма «Любовь земная»).
- 1977 — «Песня-77» — музыкальный фестиваль, «ЦТ СССР». Исполнение песни «Тихие города» (из телефильма «Опровержение»).
- 1978 — «Песня-78» — музыкальный фестиваль, «ЦТ СССР». Исполнение песен «Пришла любовь», «Посвящение».
- 1988 — «Поёт Ольга Воронец» — фильм-концерт, «Гл. ред. народного творчества». Русские народные песни, песни: «У зари-то, у зореньки», «Ухарь-купец», «Кого-то нет, кого-то жаль», «Мой костёр» (автор слов Я. Полонский), «Очаровательные глазки» (автор слов И. Кондратьев), «Доброта» (композитор Мигуля Владимир, автор слов Борис Дубровин). Студийная запись[15].
- 1998 — «Смак» — автор А. Макаревич.
- 2003 — «Кумиры» — (интервью с О. Воронец) — автор и режиссёр Валентина Пиманова.
- 2011 — «Гляжу в озёра синие» — фильм-концерт из популярных песен разных лет.

## Дискография[16][17][18]
- 1963 (Д 00012821-2)
- 1964 (Д 00014893-4) — Песни Г. Пономаренко
- 1965 (Д 00016209-10)
- 1965 (Д 00016251-2)
- 1968 (Д 22009-10) — Поёт Ольга Воронец
- 1969 (С 01729-30)
- 1969 (Д 00024085-6)
- 1969 (Д 00025747-8)
- 1970 (Д 00028425-6)
- 1971 (СМ 0002829-30)
- 1973 (ГД 0003377) — Песни советских композиторов
- 1974 (33С 04709-10) — Русские народные песни и песни советских композиторов
- 1974 (33С62-04945-46) — Ольга Воронец поёт песни из кинофильма «Мачеха»
- 1976 — Русские народные песни и песни советских композиторов
- 1978 (33С60-11039-40) — Песни советских композиторов
- 1985 — Уж ты, сад
- 1989 — Русские народные песни
- 1995 (CD) — Гляжу в озёра синие
- 2002 (CD) — Я — Земля!
- 2002 (CD) — Зачем вы, девочки, красивых любите…
- 2002 (CD) — Гляжу в озёра синие
- 2005 (CD) — Grand Collection
- 2013 (CD) — Очаровательные глазки

## Награды
- Заслуженная артистка РСФСР (1 марта 1966 года) — за заслуги в области советского вокального искусства[19]
- Орден «Знак Почёта» (2 июля 1971 года) — за большие успехи, достигнутые в выполнении заданий пятилетнего плана[20][21]
- Орден «Полярная звезда» (Монгольская народная республика, 1971 год)
- Народная артистка Каракалпакской АССР
- Народная артистка РСФСР (17 февраля 1978 года) — за заслуги в развитии советского музыкального искусства[22]
- Почётный гражданин Смоленска (21 сентября 2009 года) — за большой личный вклад в развитие музыкально-исполнительского искусства и прославление города Смоленска, его истории и культурного наследия в России и за рубежом[23].
- Благодарность Министра культуры и массовых коммуникаций Российской Федерации (7 февраля 2006 года) — за многолетний добросовестный труд и заслуги в области развития и становления российской и советской эстрады[24].